# John Betts
John Betts (Stamford, 1752 - Londres, 1823) fou un lutier anglès resident a Londres.

## Biografia
Tal com indica el registre del Musicians' Company, del qual John Betts n'era membre, fou el fill d'Edward Betts, un agricultor de Stamford, Lincolnshire.
L'any 1765 va iniciar els seus estudis com a aprenent de Richard Duke a Londres. La decisió de viatjar i instal·lar-se com a aprenent seu fou instigada per Arthur Betts, un luthier modest actiu a Londres durants els anys 60, que treballava construint instruments per Duke.
Passats 7 anys com a aprenent, i després de 10 anys treballant al costat del seu mestre, es va convertir en director del taller i finalment va comprar el negoci (que continuava disfrutant del patrocini del Ducat de Gloucester) de la filla de Duke, Anne.
Durant l'any 1781, Betts ja treballava de manera independent a Holborn i el 1782 ja s'havia establert com a membre al Royal Exchange. Aquell mateix any va tenir el seu primer aprenent, George Gillingham, i la ciutat de Londres li va concedir una llicència per a contractar dos empleats: Edward Betts i John Carter.
La Royal Exchange era el centre de negocis de la ciutat. El desembre de 1790, se li va atorgar un contracte d'arrendament del local amb una vigència de vint-i-un anys.
Betts va anunciar als “interessats en instruments musicals”:
‘John Betts, luthier autèntic, té el plaer d'informar al públic, i en particular aquells senyors que es dediquen a jutjar violins, violes i violoncels, que ha adquirit l'antiga botiga de Mr. Whitaker (North Piazza, n 2, Royal Exchange) on actualment es dedicarà a crear instruments seguint els patrons antics d'Antonio Stradivari, Nicolò Amati, Jacob Stainer &c. A més, ressalta que la seva formació i experiència, obtinguda a través de Mr. Duke és sòlida i legítima. ‘
Aquest anunci revela l'estat de confusió en el qual es trobava el món de l'artesania a Inglaterra durant aquesta època, dominada per empresaris de prestigi tals com els Simpsons i Thompsons, que etiquetaven lliurement violins fets per altres luthiers.
És per això que Betts es defineix amb les paraules luthier “autèntic”. Es va dedicar a importar instruments d'Itàlia però sobretot fou molt ambiciós de cara a donar la màxima qualitat als seus propis instruments. L'any 1791, el seu stock es venia per un preu mig de 500 lliures (una suma significativa en aquella època).
Al llarg dels anys, el talent empresarial de Betts va permetre pujar el nivell del seu taller, on van treballar alguns dels millors artesants del moment com ara Vincenzo Panormo, Joseph Hill II, Henry Lockey Hill, Richard Tobin i John Furber.
John Betts va morir solter a la seva residència privada, London Wall 25, el 23 de març de 1823. Va ser enterrat al cementiri Cripplegate, i va deixar una pensió a la seva cunyada vidua Hannah Vernon, i el negoci al seu germà petit Arthur i al seu nebot Charles Vernon.